# Embrun (Canadá)

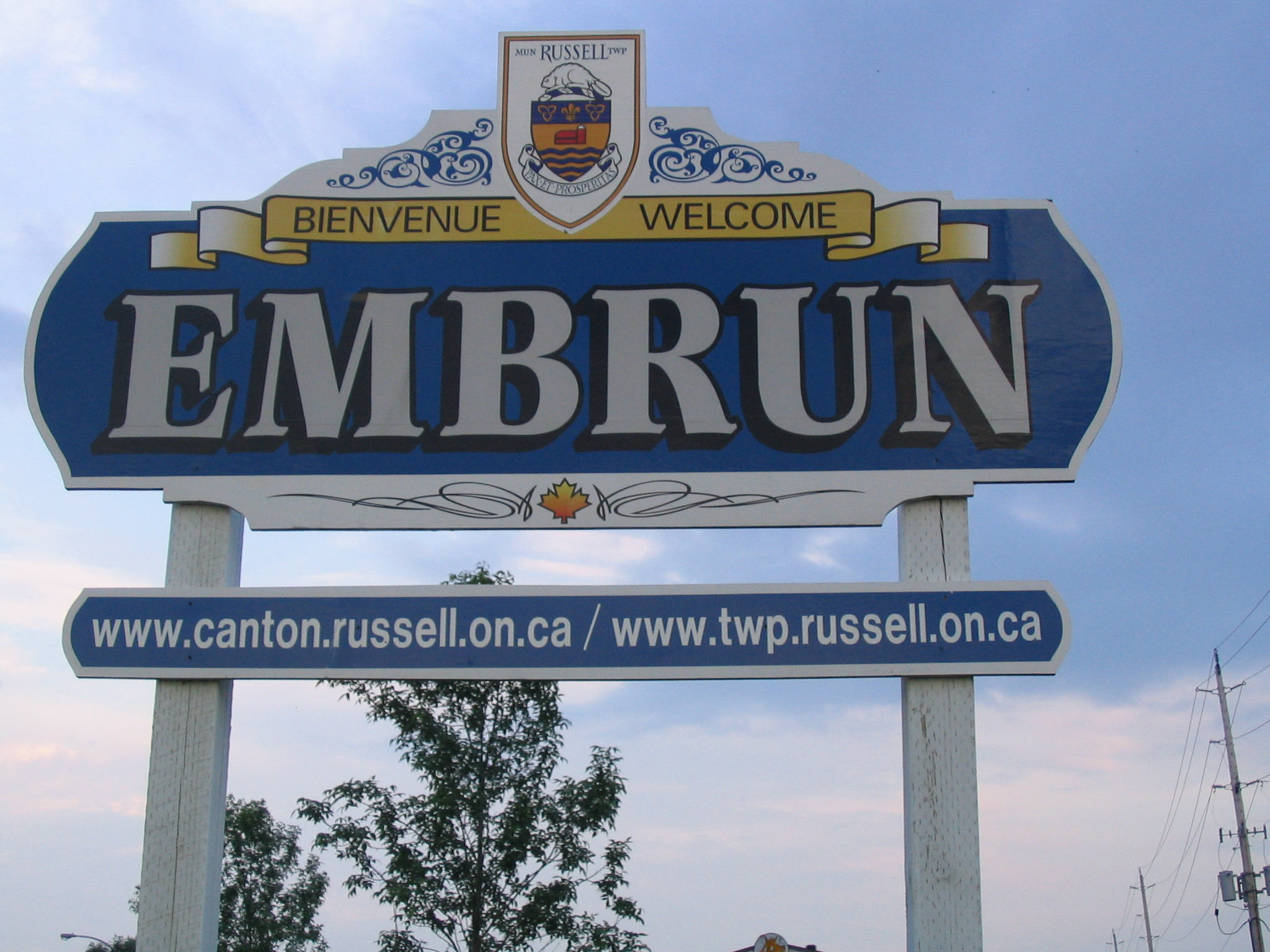

Embrun es una localidad canadiense situada en la provincia de Ontario.
En Embrun habitan 6.770 personas, la mayor parte francófonas. El nombre de la ciudad refiere a la ciudad francesa de Embrun.

## Personalidades notables
- Véronic Dicaire, cantante.
- Pierre Lemieux, político.
- Martin Saint-Pierre, jugador de hockey sobre hielo.

## Geografía
- Altitud: 60 metros.
- Latitud: 45° 16' 00" N
- Longitud: 75° 16' 57" O